# لاختا سنتر
لاختا سنتر هي ناطحة سحاب تتكون من 87 طابق في سانت بطرسبرغ،روسيا.يبلغ أرتفاع المبنى 462 متر وهو بذلك أعلى مبنى في روسيا وأوروبا وال15 في العالم.
بدأ بناء المبنى في 30 أكتوبر 2012 وتم الأنتهاء منه في 29 يناير 2018.